# Huemul
O huemul, güemul ou cervo sul andino, (Hippocamelus bisulcus), é um mamífero em perigo de extinção pertenecente à familia Cervidae que habita a Cordilheira dos Andes do Chile e Argentina. O huemul possui um corpo robusto e de patas curtas.
É um dos animais-símbolo do Chile, onde aparece em seu brasão.

Brasão Nacional atual do Chile

Esta espécie está confirmada como ameaçada devido a um declínio contínuo de fatores naturais e antropogênicos (por exemplo, perda de habitat, caça, caça furtiva e predação), redução  (área de ocupação) e porque as populações restantes são pequenas e geralmente não andam em bando.As estimativas populacionais para esta espécie são de no mínimo 1.048 e no máximo de 1.500 (López et al. 1998, Povilitis 1983, Díaz e Smith-Flueck 2000). Densidades de 5-8,6 Huemul / km² foram relatadas em grupos bem estudados (Díaz e Smith-Flueck 2000, Frid 1999, Grosse 1949, Wensing 2005) e, com base no tamanho do corpo, espera-se que Huemul apareçam cerca de cinco veados por km² (Damuth 1987) em seu habitat privilegiado. A população é severamente fragmentada (Vila et al. 2006, López et al. 1998, Díaz e Smith-Flueck 2000, Vila et al. 2006). Atualmente,são 101 subpopulações reconhecidas, 60% são encontradas dentro de um grupo de no máximo 64 km² (frequentemente 10-20 indivíduos), 15% dos grupos são encontrados dentro de dois bandos de no máximo 128 km² (frequentemente 10-30 animais), e 8% das populações encontram-se dentro de áreas de apenas 192 km² (frequentemente 10-30 animais) (Povilitis 1998, 2003).